# Kathy Lueders

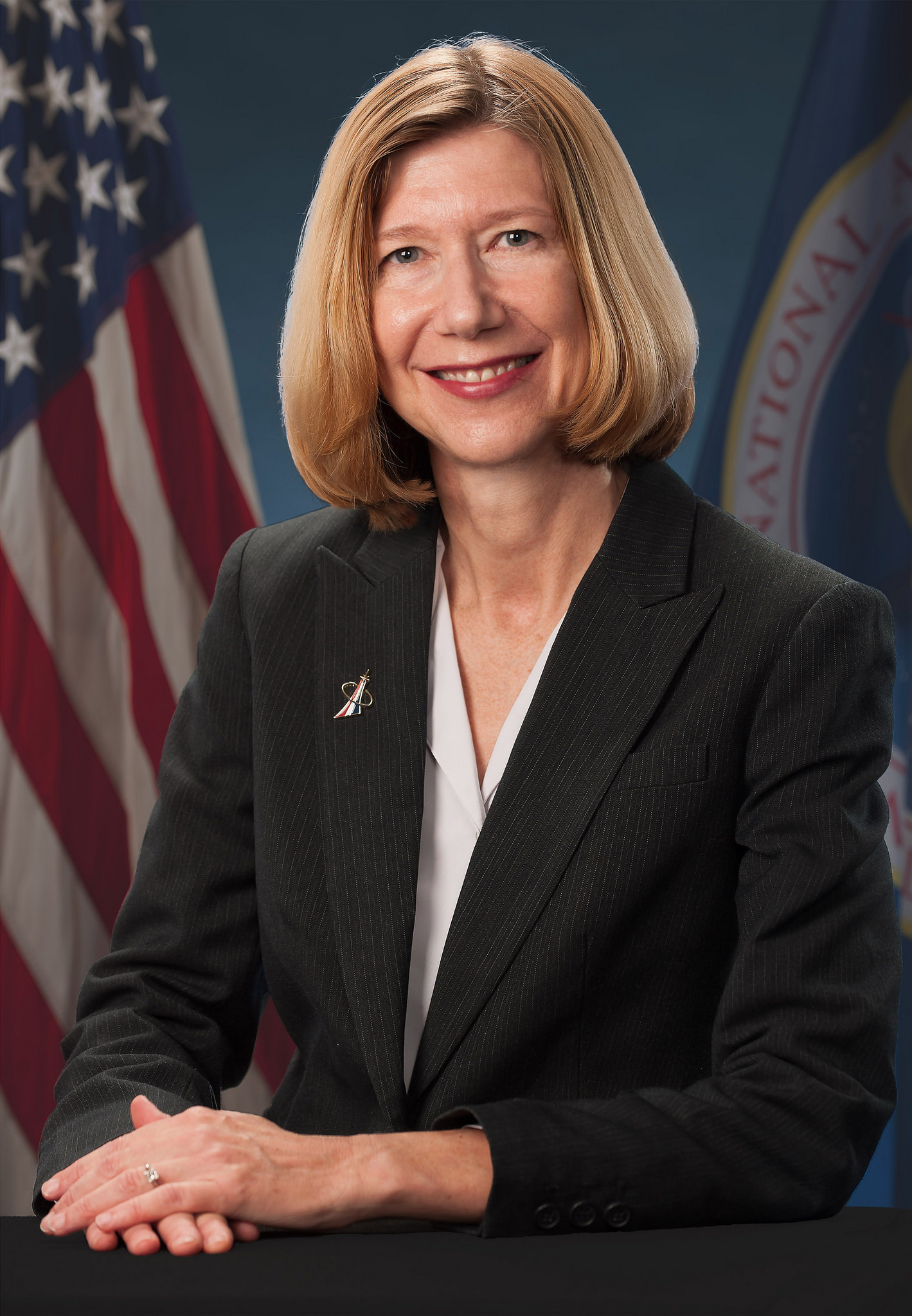
Kathy Lueders (2014)

Kathryn „Kathy“ Lueders ist eine amerikanische Ingenieurin und Managerin. Lueders leitete als erste Frau in der Geschichte der NASA in der Position Associate Administrator of the Human Exploration and Operations (HEO) Mission Directorate das NASA-Programm für die bemannte Raumfahrt. Vor ihrer Ernennung im Juni 2020 leitete sie das Commercial Crew Program der NASA.

## Leben und Wirken
Lueders erwarb ihren Bachelor of Business Administration in Finanzwirtschaft an der University of New Mexico. Sie hat außerdem einen Bachelor of Science und einen Master of Science in Wirtschaftsingenieurwesen von der New Mexico State University.
1992 begann sie bei der NASA zu arbeiten, und zwar im Antriebslabor der White Sands Test Facility. Zu dem Zeitpunkt war sie erst die zweite Frau, die dort arbeitete. Sie war Depotleiterin des Space-Shuttle-Programms Orbital Maneuvering Systems und Reaction Control Systems. Sie hatte danach mehrere leitende Positionen im Programmbüro der Internationalen Raumstation im NASA Lyndon B. Johnson Space Center in Houston, Texas, inne. Unter anderem verantwortete sie im Mai 2020 den ersten bemannten Flug einer Rakete des Privatunternehmens SpaceX zur Internationalen Raumstation ISS. In ihrer neuen Funktion soll sie den Plan der Nasa umsetzen, bis 2024 die erste Frau und den nächsten Mann auf den Mond zu bringen. In dieser Position vergab sie am 20. April 2021 den Auftrag für den Mondlander (Human Landing System HLS) über 2,89 Milliarden Dollar an Elon Musks Firma SpaceX.
Ende April 2023 verließ Kathy Lueders die NASA und übernahm am 15. Mai 2023 bei SpaceX die Position eines General Managers. Dort arbeitet sie am Starship Program mit.
2022 wurde Lueders in die National Academy of Engineering gewählt.